# 김포대학교
김포대학교(金浦大學校, Kimpo University)는 경기도 김포시에 있는 대한민국의 사립 전문대학이다.

## 연혁
1996년 3월 김포전문대학이 개교하였다. 1998년 5월, 김포대학으로 교명을 변경하였다. 이어 2012년 7월, 김포대학교로 교명을 변경하였다.
2023년 5월, 김포시 운양동 일대에 글로벌케이컬쳐센터를 준공하고, 글로벌캠퍼스를 개교하였다.

## 교육편제
김포대학교는 K-컬쳐계열, 교육·복지계열, 경영계열, 경찰·경호계열, 공학계열, 콘텐츠·디자인계열 등 6개 계열을 자체적으로 설정하고, 30개 학과를 설정하고 전문학사 학위 과정을 운영하고 있다.

## 위상

### 대외 평가
- 2011년과 2012년에 교육과학기술부가 정부재정지원제한대학으로 선정되었다.[6]
- 2015년 대학구조개혁평가에서 D등급을 받은 이력이 있지만, 2017년 이 등급으로 인한 재정 지원 제한 조치가 해제되었다.[7][8]
- 2018년 대학기본역량진단 결과 역량강화대학에 선정되었다.[9]
- 2022년 정부의 21개교 학자금 대출 및 재정 지원 제한 대학에 선정되어 제한을 받게되었다.[10]
- 2023년 교육부/고등직업교육평가인증원 전문대학 기관평가인증 대학으로 선정되었다(모든 지표 충족 ‘인증’ 획득, 2028년까지 기관평가인증 대학자격 유지).[11]

## 사건과 비판
2020학년도 신입생 모집 과정에서 허위 입학 혐의가 발생하여 이사장 등 11명이 조사를 받고 공판을 받고 있는 것으로 알려졌다. 다만, 이사장 등은 혐의에 대해서 일부를 부인하는 것으로 알려졌다.

## 캠퍼스 풍경
김포대학교는 경기도 소재 사립 전문대학으로 김포시에 위치한다. 월곶캠퍼스의 경우 상대적으로 고저차가 큰 지형에 자리잡고 있으며, 글로벌캠퍼스의 경우 한강신도시 운양동 일대에 조성되어 있다.

### 월곶캠퍼스
김포대학교 월곶캠퍼스는 포내리에 위치하고 있다. 캠퍼스 내 약 5동의 건축물이 위치한다. 캠퍼스 북쪽으로 문수산이 위치하고 있다.

### 글로벌캠퍼스
김포대학교 글로벌캠퍼스는 운양동에 위치한다. 한강신도시 인근에 건물 1동이 위치한다. 캠퍼스 북쪽으로 김포한강1로를 통해 접근이 가능하며 지하철 김포골드라인 운양역 4번 출구에서 도보 3분 거리에 위치하고 있다. 버스는 M6427, M6117, 6427, G6000, 8600 등의 광역버스, 직행버스 등을 이용할 수 있으며 반도유보라2차.김포대학교 정류소에서 하차하면 된다.